# Custom-Label
Als Custom-Label werden Schallplattenlabels bezeichnet, die Musikern ohne Plattenvertrag den Service bieten, ihre Platten selbst zu produzieren. Vor allem in den 1950er- und 1960er-Jahren war dieses Verfahren gängig in den USA. Major-Labels wie Columbia Records, RCA Victor oder Decca Records boten Custom-Verfahren an.
Eine der ersten Custom-Serien wurde von dem Westküsten-Label Four Star Records eingeführt. Musiker konnten ihre Songs einschicken und 500 Platten pressen lassen, die Four Star – in der OP-Serie (Other People) veröffentlicht – dem Musiker zurückschickte. 1955 wurde diese Verfahrensweise von Starday Records und dem Tonträgerunternehmen Rite Record Productions aus Cincinnati übernommen. 

## Beispiele
- Starday Package Deal, von Starday Records initiiert
- OP-Serie von Four Star Records